# Redding (Connecticut)
Redding è un comune di 8 270 abitanti degli Stati Uniti d'America, situato nella Contea di Fairfield nello Stato del Connecticut. 
In questo comune  soggiornò, negli ultimi anni della sua vita fino al 1910, lo scrittore Mark Twain al quale è stata titolata la biblioteca pubblica. 
Nel 1933 vi nacque l'attrice Hope Lange.